# Taylor Jenkins
Taylor Jenkins (ur. 12 września 1984 w Arlington) – amerykański trener koszykarski, obecnie trener Memphis Grizzlies.

## Osiągnięcia
Na podstawie, o ile nie zaznaczono inaczej.
Drużynowe
- Mistrz D-League (2012 – jako asystent trenera)

Indywidualne
- Asystent trenera drużyny:
  - Wschodu, podczas meczu gwiazd NBA (2015)
  - świata, podczas Rising Stars Challenge (2015)